# Заруддянська сільська рада
Заруддя́нська сільська́ ра́да — адміністративно-територіальна одиниця та орган місцевого самоврядування в Іванківському районі Київської області. Адміністративний центр — село Заруддя.

## Загальні відомості
Заруддянська сільська рада утворена 1990 року[джерело?].
- Територія ради: 52 км²
- Населення ради: 664 особи (станом на 2001 рік)
- Територією ради протікають річки Ірша, Тетерів

## Історія
Київська обласна рада рішенням від 9 квітня 2009 року внесла в адміністративно-територіальний устрій області такі зміни: у Іванківському районі уточнила назву Зарудянської сільради на Заруддянську.

## Населені пункти
Сільській раді підпорядковані населені пункти:
- с. Заруддя
- с. Калинове
- с. Осовець
- с. Слобода-Кухарська

## Склад ради
Рада складається з 12 депутатів та голови.

### Депутати
За результатами місцевих виборів 2010 року депутатами ради стали:

#### За суб'єктами висування
| Суб'єкт висування | Кількість обраних депутатів | %   |
| ----------------- | --------------------------- | --- |
| Самовисування     | 12                          | 100 |

#### За округами
| № округу | Прізвище, ім'я, по батькові    | Дата визнання обраним | Освіта  | Партійна приналежність             | Відомості про обраного депутата                                             |
| -------- | ------------------------------ | --------------------- | ------- | ---------------------------------- | --------------------------------------------------------------------------- |
| 1        | Гнатенко Ольга Василівна       | 01.11.2010            | середня | позапартійна                       | пенсіонер                                                                   |
| 2        | Гунько Леся Миколаївна         | 01.11.2010            | вища    | позапартійна                       | Заруддянська сільська рада, секретар                                        |
| 3        | Герасименко Петро Михайлович   | 01.11.2010            | середня | позапартійний                      | СГВК «Нове життя», комірник                                                 |
| 4        | Коваль Варвара Сергіївна       | 01.11.2010            | середня | позапартійна                       | пенсіонер                                                                   |
| 5        | Крупка Ірина Павлівна          | 01.11.2010            | вища    | позапартійна                       | Заруддянська сільська рада, головний бухгалтер                              |
| 6        | Крупка Олександр Володимирович | 01.11.2010            | вища    | позапартійний                      | СГВК «Нове життя», водій                                                    |
| 7        | Мартиненко Галина Василівна    | 01.11.2010            | вища    | позапартійна                       | пенсіонер                                                                   |
| 8        | Криволап Василь Миколайович    | 01.11.2010            | вища    | позапартійний                      | тимчасово не працює                                                         |
| 9        | Мусієнко Анастасія Семенівна   | 01.11.2010            | вища    | позапартійна                       | пенсіонер                                                                   |
| 10       | Онищенко Ганна Степанівна      | 01.11.2010            | середня | позапартійна                       | Фельдшерсько-акушерський пункт с. Слобода-Кухарська, молодша медична сестра |
| 11       | Циганенко Валентина Миколаївна | 01.11.2010            | вища    | член Соціалістичної партії України | Магазин ПП «Моргун», продавець                                              |
| 12       | Остапенко Галина Петрівна      | 01.11.2010            | вища    | позапартійна                       | Заруддянський відділ зв'язку, листоноша                                     |